# Carsula
Carsula is een geslacht van rechtvleugeligen uit de familie veldsprinkhanen (Acrididae). De wetenschappelijke naam van dit geslacht is voor het eerst geldig gepubliceerd in 1878 door Stål.

## Soorten
Het geslacht Carsula omvat de volgende soorten:
- Carsula bicolor Ingrisch, 1989
- Carsula brachycerca Huang & Xia, 1985
- Carsula brachyptera Huang & Xia, 1985
- Carsula sulciceps Stål, 1878
- Carsula tarsalis Walker, 1870
- Carsula tenera Brunner von Wattenwyl, 1893
- Carsula yunnana Zheng, 1981